# Улофстрьом
Улофстрьом (на шведски: Olofström) е град в Южна Швеция, лен Блекинге. Главен административен център на едноименната община Улофстрьом. Разположен е на около 15 km на север от брега на Балтийско море. Намира се на около 380 km на югозапад от столицата Стокхолм. Има жп гара. Основен отрасъл в икономиката на града е филиал на фирмата Волво. Населението на града е 7327 жители според данни от преброяването през 2010 г.